# 米爾巴赫斯格拉本河 (美因河支流)
49°50′08″N 9°52′07″E / 49.835525°N 9.868746°E
米爾巴赫斯格拉本河是德國的河流，位於該國東南部，由巴伐利亞負責管轄，屬於美因河的右支流，河道全長0.5公里，發源自法伊茨赫希海姆。